# Кеклик чорногорлий
Кеклик чорногорлий (Alectoris philbyi) — вид куроподібних птахів родини фазанових (Phasianidae).

## Поширення
Ендемік Аравійського півострова. Поширений на південному заході півострова на півночі Ємену та на півдні Саудівської Аравії у горах на висоті понад 2500 м.

## Опис
Завдовжки до 33 см, вага 450 г. Вид схожий на кеклика чорноголового (Alectoris melanocephala), який теж трапляється на Аравійському півострові, тільки підборіддя, горло і щоки чорного кольору. Самиці дрібніші від самців.

## Спосіб життя
Живуть на кам'янистих схилах гір — вище рівня лісу, до межі із снігами, а також в пустельних передгір'ях. Воліють триматися в місцях з низьким чагарником, у фісташкових лісах. Харчуються різноманітною рослинною і тваринною їжею. Зазвичай в корм йдуть вегетативні частини рослин, комахи і молюски. Пташенята віддають перевагу їжі тваринного походження.